# Poškození rostlin půdní reakcí
Poškození rostlin půdní reakcí, pH půdy, je fyziologické poškození rostlin způsobené působením kyselostí nebo zásaditostí půdy na neotužilou rostlinu, nebo omezením příjmu některých živin vlivem pH. Nevhodnou aciditou půdy mohou být poškozeny všechny druhy rostlin. Citlivost rostlin k určitému pH půdy se může výrazně lišit, některé druhy jsou acidofilní jiné bazifilní . Bazifilní rostliny preferují bazické půdy (ne vždy půdy na bazických magmatických horninách, název má souvislost s obsahem živce) obvykle s vyšším obsahem vápníku.

## Půdní reakce
Půdní reakce je dána přítomností a aktivitou iontů vodíku. Půdní reakce může být v rozmezí od kyselé až po zásaditou. Lze rozlišit
- aktivní půdní reakci, jenž je dána množstvím volných vodíkových iontů v půdním roztoku,
- výměnnou půdní reakci, jenž je určena zásobou vodíkových iontů jenž může být za určitých okolností uvolněna,
- reziduální půdní reakci, jenž zahrnuje vodíkové ionty vázané na povrchu půdních koloidů a vázaných v nedisociovaných zdrojích,
- celkovou půdní reakci, která zahrnuje všechny uvedené.[1]

K okyselování půd dochází při intenzivní biologické činnosti v půdě, při snížení množství podílu alkalických sloučenin v půdě, při procesech nitrifikace, při hnojení fyziologicky kyselými hnojivy a také imisemi okyselujících látek. Zásaditá půdní reakce s vyšším stupněm kyselosti než pH 7, je dána vysokým obsahem zásaditých sloučenin, často uhličitanu vápenatého, přirozeným přísunem zásaditých sloučenin nebo znečištěním, biologickou činností půdy, hnojením fyziologicky zásaditými hnojivy a vápněním půdy.

## Vliv pH půdy na příjem živin
Půdní reakce má významný vliv vázání živin v půdě a tedy příjem živin rostlinami. Některé živiny vlivem pH vytváří sloučeniny z nichž jsou hůře přijatelné nebo jsou vázány v pro rostlinu zcela nedostupných vazbách nerozpustných látek. Optimum je pH 7, se zvyšujícím pH se dostupnost živin zhoršuje, mimo molybdenu.
Kyselost půdy má vliv na fixaci půdního dusíku hlízkovitými bakteriemi. Optimum je pH 6 -6,5. Optimální pH půdy pro rozklad organických látek je pH 7, v kyselém prostředí je vývoj bakterií omezen.

## Rostliny podle nároků na pH půdy
- acidofilní rostliny (acidofyty) vyžadují kyselé půdy s pH nižším než 6,7 do této skupiny patří například pěnišníky, vřesovcovité.
  - silně acidofilní rostliny preferují pH 3,5-4 (kostřava ovčí, brusnice borůvka)
  - silně acidofilní rostliny preferují pH 4,1-4,5 (vřesovec)
  - acidofilní rostliny preferují pH 4,5-5,4 (vlčí bob)
  - slabě acidofilní rostliny preferují pH 5,5-6,4 (žito, pohanka, brambor).
- neutrofilní rostliny (neutrofyty) lze najít na lokalitách s víceméně neutrální půdní reakcí (okolo pH 7). Pro většinu rostlin je optimální pH 6-7,5.
- bazifilní rostliny (alkalofyty, alkalofilní, bazifyt) vyžadují půdy s pH větším než 7,2 (např. dryádka osmiplátečná, ostřice nízká, ječmen, vojtěška).

## Změna půdní reakce

### Rozkladem organické hmoty
Přirozeným faktorem ovlivňujícím pH je přítomnost organické hmoty v půdě a její doplňování. Kyselost půdy zvyšuje rozkládající se opadané jehličí jehličnanů. Z rozkládajících se organických látek vznikají fulvokyseliny, které způsobují vyluhování minerálních látek. Některé organické látky ale působí stabilizačně na neutrální pH půdy nebo v půdě působí alkalicky. Takový je vliv rozkládajícího se opadaného listí z lípy, javoru a buku.

### Antropogenní vlivy
Antropogenní vliv je dán imisemi. Za významný s ohledem na změny pH půdy byl na přelomu 20. století považován vliv tzv. kyselých dešťů, například v Krušných horách, způsobující poškození porostů. Podobně významně však pH půdy ovlivňuje půdu pěstování smrkových monokultur a vápnění půdy v smrkových lesích se ukázalo málo efektivní. Ke zvýšení pH v průmyslovém prostředí přispívají spady v okolí vápenek a dolů.
Půdní pH také ovlivňuje používání některých hnojiv například síranu amonného, citrofosfátu nebo ledku vápenatého, dusíkatého vápna. Půdní reakci lze úmyslným používáním některých hnojiv a substrátů měnit.
Ačkoliv k fyziologickému okyselení půdy dochází také při zasolení půdy, vliv chloridu sodného na pH půdy při zasolení půdy je nepodstatný s ohledem na celkový vliv na půdu u tohoto druhu znečištění.

## Symptomy
Jsou u jednotlivých rostlin různé. Obvykle jde o chlorózy, zakrnělost, popálení listů, vadnutí. Nevhodné pH působí často jako vliv omezující příjem živin a symptomem je tedy nedostatek daných živin. Nevhodné pH způsobuje úhyn zejména u mladých rostlin a semenáčků. Nevhodné pH může způsobovat chronický nedostatek některých živin, například hořčíku nebo železa (kalcióza) u vysokého pH.
Nevhodné pH má vliv na rozvoj některých bakterií a projevuje se dříve jako napadení chorobou, hnití. Vysoké nebo nízké pH půdy bývá někdy v souvislosti s nadbytkem vody v půdě a projevuje se u některých rostlin dříve jako poškození vlivem nedostatku půdního vzduchu.

## Ošetření
Kyselé pH lze zvýšit použitím hnojiv s obsahem vápníku nebo přímo vápněním. Zásadité pH je možné snížit dlouhodobě použitím hnojiv s obsahem síry, lokálně dodáním kyselých substrátů (rašelina).